# 大矢野松右衛門
大矢野 松右衛門（おおやの まつえもん、? - 寛永15年2月28日（1638年4月12日））は、江戸時代前期の人物。
島原の乱の一揆勢の首謀者の一人。天草十七人衆の一人（天草五人衆のひとりでもある）。キリシタン。

## 概要
『天草騒動』などの実録物によると、本名を大矢野作左衛門といい、父は本多忠朝の家臣・大矢作左衛門で、自身も主君・本多忠朝の剣術指南役であったという。また、大坂冬の陣にて父が戦死したため本多家から退去し、忠朝の怒りをおそれ古里の天草へ逃れて帰農したという。
のち島原の乱の首謀者のひとりとして一揆勢の指揮をとり、原城籠城戦の際は浮武者頭として、山善左衛門とともに遊軍2000人を率いた。最期は詳細不明だが、『天草騒動』によると、原城落城時に長岡帯刀（細川藩家老・米田是季の子）と一騎討ちの末、戦死したという。